# Préfixe (linguistique)
Pour les articles homonymes, voir Préfixe.
Un préfixe est un affixe qui est placé avant le thème morphologique d'un mot. Ajouter un préfixe au début d'un mot peut en changer le sens, par exemple lorsque le préfixe « hypo- » est ajouté au mot thèse, le mot hypothèse est créé.
Dans l'étude de la langue française plus particulièrement, un préfixe est aussi qualifié de performatif, car il modifie la forme d'un mot dès qu'il y est incorporé. Si les suffixes sont souvent flexionnels, en créant une nouvelle forme du mot de sens identique et de la même catégorie lexicale (déclinaisons ou conjugaisons), les préfixes sont le plus fréquemment à l'origine d'une dérivation, en créant un nouveau mot de sens différent. Les préfixes, comme tous les autres affixes, sont généralement des morphèmes liés.
Les préfixes sont redondants avec la perfectibilité. Certains ont des nuances discrètes qui opposent les verbes simples et cette dérivation n'apporte alors aucun accomplissement. Nous pouvons donc penser que le résultat de la « perfectibilité absolue » est une dérivation ne correspondant pas à l’idée initiale d'amélioration.
Le mot préfixe est lui-même formé de la tige « fixe » (qui veut dire « attachée », dans ce cas), et du préfixe pré- (qui veut dire « avant »), ces composants étant dérivés du latin.

## En français

### Liste des préfixes à l'origine d'une dérivation en français
| Préfixe                    | Le sens                                                        | Exemple                         |
| A- (ou ab-, ad-, an- etc.) | Exprime la direction, l'approche; employé aussi comme privatif | Admettre Absolution             |
| archi-                     | très... (langage familier)                                     | archifaux                       |
| Co-/con-                   | Ensemble, avec                                                 | Coexister Coproduit Covoiturage |
| Dé-/dés-/des-              | Cessation, privation; marque une valeur intensive              | Débrancher Dessaler Dépasser    |
| Entre-                     | Réciprocité                                                    | Entrecouper Entremettre         |
| Ex-/é-                     | Hors de                                                        | Exhausser Excommunier           |
| Hypo-                      | Au-dessous, en deçà                                            | Hypostyle Hypotension           |
| In-                        | Marque la négation, privatif, dans, en                         | Inabordable Infiltrer           |
| Inter-                     | Entre, position entre deux objets, réciprocité                 | Interstellaire International    |
| Multi-                     | Plusieurs, nombreux                                            | Multiplier                      |
| Pré-                       | Avant                                                          | Préhistoire                     |
| Pro-                       | Devant, à la faveur de                                         | Procréer Prosocial              |
| Prot(o)-                   | Premier, en avant de                                           | Prototype                       |
| Re-                        | Répétition de l'action, encore                                 | Refaire Redire                  |
| Sub-                       | Marque une situation inférieure                                | Subalterne                      |
| Super-                     | Marque une situation ou un degré supérieur                     | Superposer                      |
| Sur-                       | Au-dessus, indique l'excès ou la supériorité                   | Surpeupler Surintendant         |
| Télé-                      | Au loin, à distance                                            | Télévision Télétransmission     |

### Classement des éléments
Il y a trois différents types d’éléments pouvant être amenés à jouer le rôle d'un préfixe. Le premier type d’éléments représente les préfixes non autonomes, car il s'appuie sur les morphologies qu’il connecte, comme re-, dé- ou in-. Le deuxième type correspond aux éléments jadis autonomes (mais aussi non autonomes) en grec et en latin, mais qui ont perdu cette qualité au sein de la langue française. C'est le cas de anti-, extra-, hypo- ou super-. Le troisième type d'éléments se rapporte aux préfixes autonomes dans le cadre d'une autre fonction (prépositions et/ou adverbes) comme arrière et sans et qui n'existaient pas sous cette forme en latin. À leur rôle initial peut s'ajouter celui de préfixe non autonome, ce statut leur conférant un caractère particulier.
Le premier et le deuxième types d'éléments sont les seuls qui peuvent être considérés en tant que préfixes. En effet, son rôle de composant prive le préfixe de son autonomie, même si le deuxième type d'éléments correspond parfois à des mots pouvant être employés isolément dans le langage courant.